# Kabelbrand
Unter einem Kabelbrand wird in Elektroinstallationen eine unzulässig hohe Erwärmung verstanden, die verschieden starke Auswirkungen wie einen Brand oder einen Schwelbrand, oft in Kombination mit einem Stromausfall, haben kann. In praktisch allen Fällen ist damit ein Schaden im Bereich der elektrischen Installation verbunden. Es gibt verschiedene Auslösequellen von Kabelbränden.

## Ursachen

### Lose Klemmverbindung

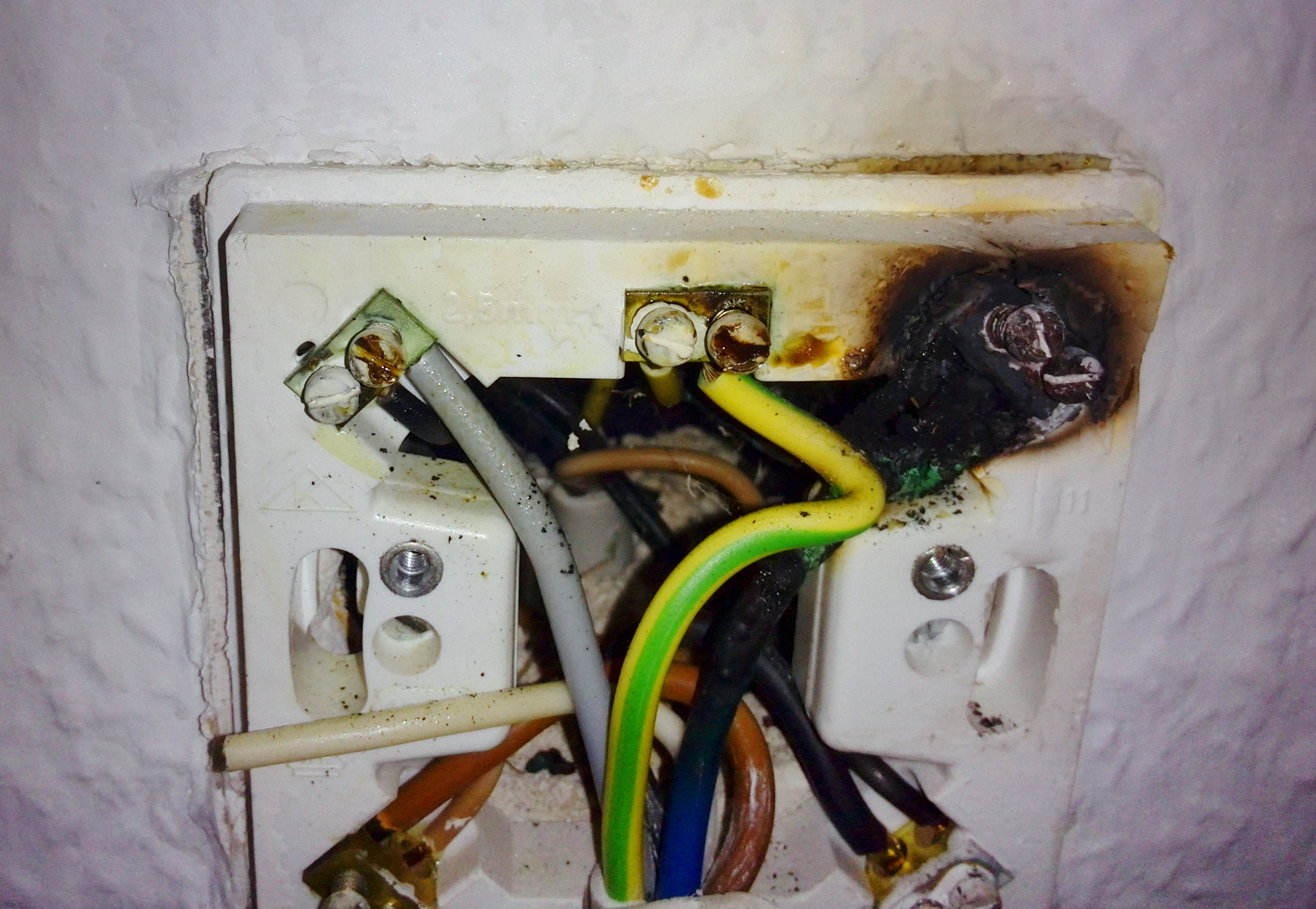
Brandschaden in einer Klemmdose infolge einer losen Kabelklemme

Elektrische Leitungen werden in Elektroinstallationen in einzelnen Abschnitten verlegt, die miteinander verbunden werden. Diese elektrischen Verbindungen sind verschiedenartig ausgeführt. Beispiele sind Klemmen in Klemmdosen, wie sie zum permanenten Anschluss von fest installierten Elektrogeräten oder im Bereich der Unterverteilung verwendet werden. Auch Kontakte in Steckverbindern wie Gerätestecker oder Industriestecker nach der Norm IEC 60309 sind in vielen Fällen mit der Leitung über eine Klemmung verbunden.
Eine ordnungsgemäße Klemmverbindung muss auf der gesamten Verbindung einen genügenden Leiterquerschnitt und somit eine ausreichend große Kontaktfläche der beiden Leiter aufweisen, um eine unzulässig hohe Stromdichte im Klemmbereich zu vermeiden. Infolge einer unsachgemäßen Installation, Alterungen oder Erschütterungen können sich Klemmverbindungen, vor allem wenn sie mittels einer Schraubklemme ausgeführt sind, im Laufe der Zeit lockern. Dadurch kommt es im Bereich der Klemmschraube zu einer Verringerung der Kontaktfläche und in der Folge zu einer zu hohen Stromdichte in den verbleibenden Kontaktflächen; dies ist gleichbedeutend mit einem unzulässig hohen Übergangswiderstand. Im Bereich der Klemme kann es auch bei Kontaktunterbrechungen zu Störlichtbogen kommen, welche die Temperatur weiter ansteigen lassen; Temperaturen über 1000 °C sind nicht ungewöhnlich. Dadurch kommt es in der Umgebung der metallischen Klemme wie bei den zur Isolation verwendeten Kunststoffmaterialen zu thermischen Schäden. Je nach Materialien können sich die Kabel-Isolierungen durch Pyrolyse zersetzen; dabei entstehen durch verschmorende Kunststoffe brennbare Gase und Dämpfe, die sich an der heißen, oft glühenden Klemmstelle oder dem Störlichtbogen entzünden können.

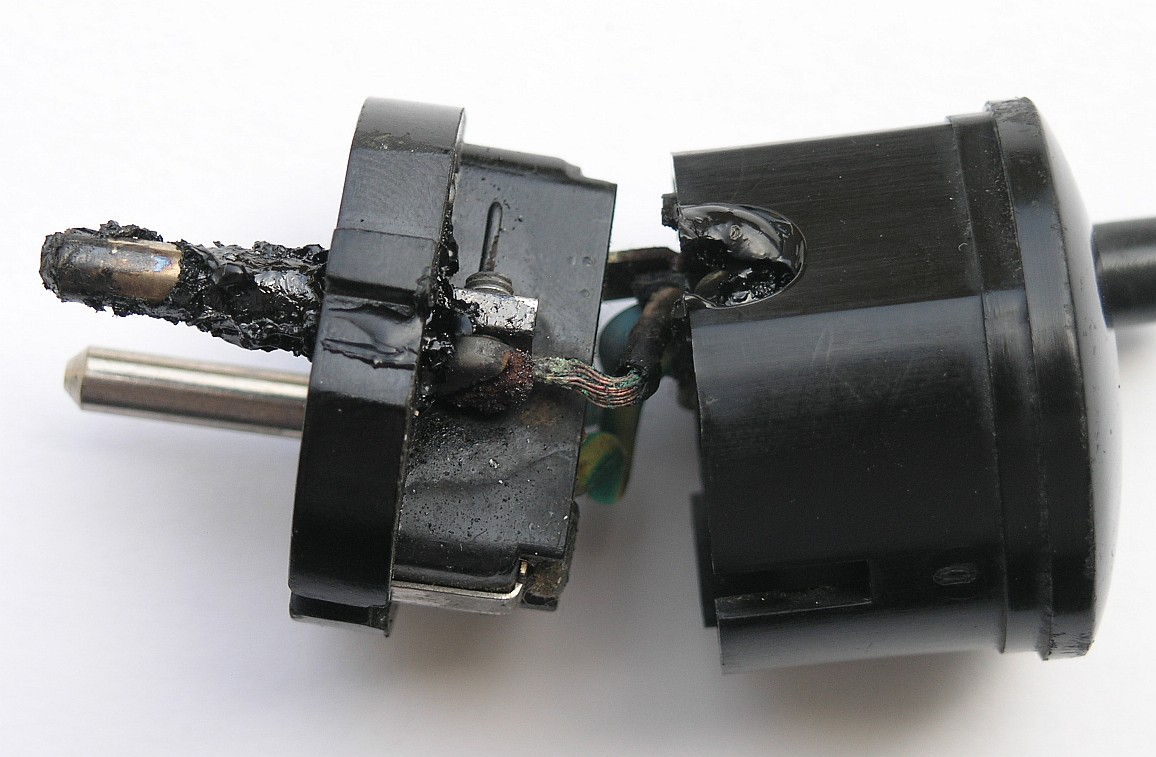
Kabelbrand, ausgelöst durch eine verzinnte Litze in einem Schukostecker

Aus diesem Grund müssen elektrische Klemmstellen so ausgeführt sein, dass eine Lockerung der elektrischen Verbindung verhindert wird. Diese Ausführungen können konstruktive Maßnahmen im Bereich der Klemme sein, beispielsweise die Ausführung als Federkraftklemme statt einer Schraubklemme, oder bei letzterer eine Schraubensicherung (wie ein Spann- oder Federring). Bei Klemmen mit betriebsmäßig hoher Strombelastung, wie im Bereich von Hauptleitungen, werden Schraubklemmverbindungen durch Mehrfachklemmungen und die Verpflichtung, die einzelnen Schrauben mit einem bestimmten Drehmoment mit Drehmomentschlüssel anziehen zu müssen, gesichert. Kabelseitige Maßnahmen sind die Verwendung von Kabelschuhen, bei Litzen die Verwendungen von Aderendhülsen. Litzen, welche in Schraubklemmen geklemmt werden, dürfen keinesfalls mit Lötzinn verzinnt werden, da Lötzinn fließende Eigenschaft hat und sich die Schraubverbindung selbst mechanisch entspannt und somit löst.
Da der elektrische Strom durch eine lose Klemmstelle im Regelfall unterhalb der zulässigen Auslösewerte bleibt (im Stromkreis befindet sich zu jeder Zeit der reguläre elektrische Verbraucher), kommt es zu keiner Auslösung von Überstromschutzeinrichtungen. Der Schwelbrand kann so bei nur kleinen Auswirkungen unter Umständen über längere Zeit unbemerkt bleiben. Teilweise können sich bildende Kabelbrände durch den zusätzlichen Einbau von Fehlerlichtbogen-Schutzeinrichtungen (AFDDs) erkannt und durch automatische Abschaltung der Anlage weitergehende Schäden wie Brände am Gebäude verhindert werden.

### Kabelbruch
Ein Kabelbruch entsteht durch mechanische Belastung oder Verschleiß einer elektrischen Leitung, beispielsweise durch Unterschreiten des minimal zulässigen Biegeradius einer Leitung. Ein Kabelbruch ist durch eine lokal begrenzte Reduktion des Leiterquerschnitts gekennzeichnet. In diesem Bereich kommt es zu hohen Stromdichten und in Folge zu Störlichtbögen, mit der damit verbundenen Wärmebelastung. Die thermischen Auswirkungen sind identisch wie bei losen Klemmverbindungen. Als mögliche Abhilfe können auch bei Kabelbruch Fehlerlichtbogen-Schutzeinrichtungen (AFDDs) dienen.

### Überlastung
Die thermische Überlastung einer elektrischen Leitung ist dadurch gekennzeichnet, dass eine Leitung im Leiterquerschnitt grundsätzlich zu klein dimensioniert ist und es über die gesamte Leiterlänge zu einer unzulässig hohen Erwärmung bzw. Verlustwärme kommt. Bei ordnungsgemäß ausgeführten Elektroinstallationen kann diese Ursache ausgeschlossen werden, da bei einer Überlastung die Schutzeinrichtung wie Leitungsschutzschalter oder Schmelzsicherung auslöst und die Stromzufuhr unterbricht. Leiterquerschnitte und deren zulässige Dauerstrombelastung hängen unter anderem von dem verwendeten Leitermaterial, Leiterquerschnitt, Isolationsmaterial und Umgebungstemperatur ab und sind in Normenwerken festgelegt.
In speziellen Fällen, wo ein ausreichend dimensionierter Leiterquerschnitt aus technischen Gründen nicht möglich ist, muss durch zusätzliche Kühleinrichtungen an der Leitung die Verlustwärme laufend abtransportiert werden. Beispiele dafür stellen die im Hochspannungsbereich eingesetzten Hochspannungskabel und Ölkabel mit einer zusätzlichen äußeren Wasserkühlung dar.
Als wesentlicher Unterschied zu defekten Klemmverbindungen oder Kabelbrüchen tritt die thermische Überlastung einer Leitung immer verteilt über die gesamte Leitungslänge auf.

## Äußere Einflüsse
Auch äußere Einflüsse können zu einem Kabelbrand führen, beispielsweise durch direkten Blitzschlag oder durch Installationsfehler in der Transformatorenstation, die eine Überspannung mit Folge von Kabelbränden haben können. In diesen Fällen sind geeignete Maßnahmen wie Blitzschutzeinrichtungen und Überspannungsschutzeinrichtungen nötig.

## Erkennung

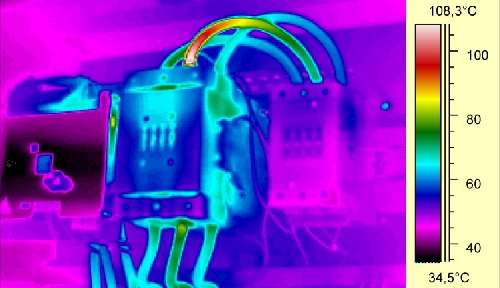
Wärmebildaufnahme eines Sicherungskasten. Erkennbar die überdurchschnittliche Erwärmung an der oberen mittleren Klemme.

Unzulässig hohe Erwärmungen in Elektroinstallationen können vor Auftreten von Kabelbränden mit Wärmebildkameras ermittelt werden. Im Wärmebild sind Bereiche mit hohen Temperaturen leicht erkennbar, so dass vor dem Eintritt eines Schadens eine Fehlerbehebung erfolgen kann. Da Wärmebildkameras berührungslos die Oberflächentemperaturen ermitteln, können damit auch in Hochspannungsanlagen ohne Unterbrechung der Stromversorgung periodische Überwachungsmessungen vorgenommen werden.

## Bedeutender Kabelbrand
Am frühen Morgen des 7. April 2017 kam es an der Ostseite des Hauptbahnhofs Linz zu einem Kabelbrand, der das Stellwerk und damit die wichtigste Bahnverbindung Österreichs sowie drei weitere Strecken für etwa 12 Stunden lahmlegte und Zehntausende Reisende in Zügen stecken bleiben ließ.